# أوستين جاكسون
أوستين جاكسون (بالإنجليزية: Austin Jackson)‏ هو لاعب كرة قاعدة أمريكي، ولد في 1 فبراير 1987 في دينتون في الولايات المتحدة.

## وصلات خارجية
- أوستين جاكسون على موقع دوري كرة القاعدة الرئيسي (الإنجليزية)
- أوستين جاكسون على موقعبيزبول رفرنس.كوم (الدوري الرئيسي) (الإنجليزية)
- أوستين جاكسون على موقعبيزبول رفرنس.كوم (الدوري الثانوي) (الإنجليزية)
- أوستين جاكسون على موقع إي إس بي إن.كوم (أم.أل.بي) (الإنجليزية)
- أوستين جاكسون على موقع مشجعي الرسوم البيانية (الإنجليزية)